# Slots-A-Fun Casino
Slots-A-Fun Casino är ett kasino som ligger utmed gatan The Strip i Winchester, Nevada i USA. Den ägs av MGM Growth Properties och drivs av MGM Resorts International.
Kasinot invigdes den 5 augusti 1971 och ägdes av Carl Thomas under större delen av 1970-talet. Han hade kopplingar till organiserad brottslighet och Civellafamiljen i Kansas City i Missouri. Thomas utarbetade också olika metoder som användes för att förskingra pengar från olika kasinon i Las Vegas åt maffians räkning, något som gjorde att han blev dömd till 15 års fängelse. 1979 blev Slots-A-Fun uppköpta av Circus Circus Enterprises.